# Euphranta bilineata
Euphranta bilineata är en tvåvingeart som beskrevs av Hardy 1983. Euphranta bilineata ingår i släktet Euphranta och familjen borrflugor. Inga underarter finns listade i Catalogue of Life.